# Київська вулиця (Дніпро)
Київська вулиця — магістральна вулиця у Краснопіллі в Чечелівському і частково у Новокодацькому адміністративних районах міста Дніпро й частково у Дніпровському районі області. Вулиця названа за напрямом виїзду на Київ

## Опис
Київською вулицею проходять:
- європейський автошлях E 50 «Брест (Франція) — Махачкала (Росія)»,
- міжнародний автошлях М 04 «Знам'янка-Ізварине»,
- національний автошлях Н 11 «Дніпро-Миколаїв».

Київська вулиця є продовженням проспекту Мазепи з перехрестя з проспектом Металургів і Діамантовою вулицею. Вулиці йде на південь-південний захід до кінцівки Криворізької вулиці, де Київська вулиця після Криворізького шляхопроводу над залізницею переходить у Криворізьке шосе.
Довжина вулиці — 2300 метрів.
На початку вулиці ліворуч розташований сквер імені Клюєва.

## Історія
Вулиця з'явилася у кінці 1920-х років з будівництвом по своїй лівій (східній) стороні селища Крупського для робітників металургійного заводу імені Петровського з головною вулицею — проспектом Металургів. У кінці 1940-х років по праву (західну) сторону від вулиці забудовано селище Нове.
За радянської доби на початку Київської вулиці був зведений універмаг «Київський». Біля нього утворився Київський базар.

## Перехрестні вулиці
- проспект Івана Мазепи
- проспект Металургів
- Діамантова вулиця
- вулиця Станіслава Оріховського
- Гарнізонна вулиця
- вулиця Уляни Громової
- Західна вулиця
- вулиця Олександра Красносельського
- вулиця Сергія Параджанова
- Металургійна вулиця
- вулиця Докучаєва
- Тіниста вулиця
- Демократична вулиця
- Ташкентська вулиця
- Сумська вулиця
- Конструктивна вулиця
- вулиця Берінга
- Азовська вулиця
- вулиця Машиністів
- Ковельська вулиця
- вулиця Якова Острянина
- Проектна вулиця
- Водійська вулиця
- вулиця Володимира Корецького
- Криворізька вулиця
- Криворізьке шосе

## Будинки і установи
- № 1 — Дитячий садок-ясла № 197 «Зірочка»
- № 1а — Склад ТОВ «Ледум»
- № 1ц — Молитовний будинок християн віри євангельської
- № 44 — Магазин «АТБ» № 1190
- № 87 — Зачинений магазин «Київський»
- № 89а — магазин